# Okip, Hrebinka
Okip (în ucraineană Окіп) este un sat în comuna Ovsiukî din raionul Hrebinka, regiunea Poltava, Ucraina.